# マーク・ノーブル
マーク・ジェームズ・ノーブル（Mark James Noble, 1987年5月8日 - ）は、イングランド、ロンドン出身の元サッカー選手。ポジションはミッドフィールダー（センターハーフ）。
フランク・ランパード、マイケル・キャリックに続くウェストハム・ユース出身のセンターハーフ。

## 経歴
11歳でアーセナルFCの下部組織に入団する。2年後に同じロンドンに本拠地を置くウェストハム・ユナイテッドFCに移籍した。2005年1月のウォルヴァーハンプトン・ワンダラーズFC戦でリーグ戦デビューを果たす。同シーズンでウェストハムはプレミアリーグに復帰し、ノーブルはクラブの最優秀若手選手に選出された。2005-06シーズンはリーグ戦わずか5試合の出場に留まった。2006年冬の移籍市場でハル・シティAFCに期限付き移籍。2006-07シーズンはイプスウィッチ・タウンFCに3ヶ月の期限付き移籍をした。
イプスウィッチから帰還後、2007年1月のブライトン・アンド・ホーヴ・アルビオンFC戦でプロ初ゴールを記録。同シーズンは11試合に出場し、3ゴールを決めた。2007-08シーズンはアラン・カービシュリー監督の下でポジションを掴む。8月18日のバーミンガム・シティFC戦でははじめてPKキッカーを任された。しかし11月に怪我で離脱した。2009-10シーズンでのジャンフランコ・ゾラ体制では中盤のダイヤモンドのセンターの位置を務めた。2010-11シーズンはリーグ戦26試合に出場。しかし同シーズンにウェストハムは降格した。
2011-12シーズンは2部落ちしたウェストハムでPKから7ゴール8アシストを決めるなど、好調を維持。同シーズンのウェストハムの最優秀選手に選出され、チームのプレミアリーグ復帰に貢献した。
2012年9月、ウェストハムと3年、契約を延長した。2013年2月に負傷し、4月のマンチェスター・ユナイテッドFC戦で復帰した。最終的にシーズン4ゴールを挙げた。
2017-18シーズンは3月のバーンリーFC戦でウェストハムサポーターが乱入したことに激怒しサポーターを投げ飛ばし、5月のマンチェスター・ユナイテッド戦でポール・ポグバに倒されて激昂し、顔面を掴みかかるなど乱闘になったが、その後和解した。
2021-22シーズン限りでの引退を表明、クラブ通算548試合に出場した。ホーム最終戦となったマンチェスター・シティ戦で途中出場、試合後には引退を記念するセレモニーが開催された。

## 所属クラブ
- ウェストハム・ユナイテッドFC 2003-2022

→ ハル・シティAFC 2006 レンタル
→ イプスウィッチ・タウンFC 2006 レンタル

## タイトル
クラブ
ウェストハム・ユナイテッドFC
- フットボールリーグ・チャンピオンシップ 2004-05, 2011-12

個人
- PFA年間ベストイレブン 2011-12